# Emkendorf
Emkendorf (niederdeutsch: Emkendörp, dänisch: Emekenby) ist eine Gemeinde im Kreis Rendsburg-Eckernförde in Schleswig-Holstein.

## Geografie und Verkehr
Emkendorf liegt etwa 13 Kilometer südöstlich von Rendsburg im Naturpark Westensee. Westlich verlaufen die Bundesautobahn 7 und die Bahnstrecke Neumünster–Flensburg.
Sie liegt in einer hügeligen, wald- und seereichen Landschaft und enthält drei Naturschutzgebiete, sowie die beiden  NATURA 2000-Schutzgebiete „FFH-Gebiet Wehrau und Mühlenau“ und „FFH-Gebiet Vollstedter See“.

## Geschichte
Der Ort Emkendorf wurde erstmals im Jahr 1190 als Imekenthorp – benannt nach dem Besitzer, dem Ritter Emcko von Westensee, einem Vasallen der Grafen von Schauenburg und Holstein, – erwähnt. Er fiel im Dreißigjährigen Krieg wüst. Die Ländereien gelangten an das gleichnamige Gut.
Die heutige Gemeinde Emkendorf ist die von der Einwohnerzahl und Fläche größte Gemeinde des Amts Nortorf-Land und umschließt den Gutshof sowie die Dörfer Bokelholm und Kleinvollstedt.
Bokelholm wurde 1630 als Meierhof erstmals urkundlich erwähnt und hat eine Freiwillige Feuerwehr auf Ortsebene mit über 20 Einsatzkräften, die für den Brandschutz und die allgemeine Hilfe sorgt.
Kleinvollstedt gehörte ebenfalls zum Gut, ist aber vermutlich älter. Seit 300 Jahren gibt es in Kleinvollstedt eine Schule.
Kirchlich gehört die Gemeinde zur St.-Catharinen-Kirche in Westensee. Die Matthias-Claudius-Kapelle neben dem Friedhof in Kleinvollstedt wurde 1965 gebaut. Die 1967 errichtete Kapelle in Bokelholm wurde 2005 wieder abgerissen.

## Gut Emkendorf

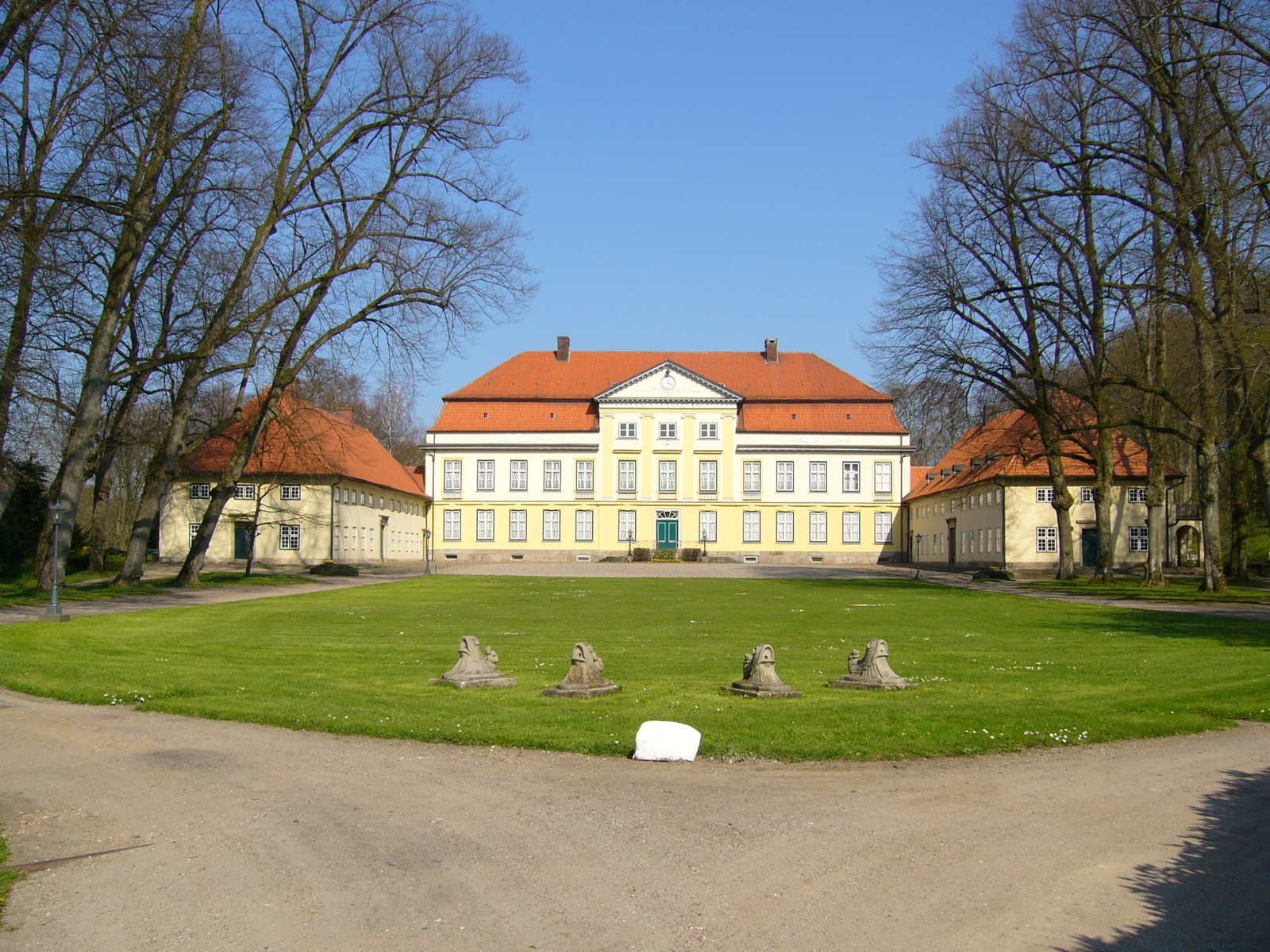
Herrenhaus und Ehrenhof des Gutes Emkendorf

Nach 1743 ließ Jean Henri Desmercières das von seinem Vorvorgänger Cuno Josua von Bülow begonnene Herrenhaus des Gutes im spätbarocken Stil vollenden. Friedrich Karl von Reventlow, der das Gut von seinem Vater, dem Oberkammerherrn Detlev Reventlow, 1783 übernommen hatte, ließ es von dem sächsischen Baumeister Carl Gottlob Horn (1734–1807) klassizistisch überformen. So wurde unter die barocke Stuckdecke eine niedrigere, klassizistische eingezogen und der bis dato barock gestaltete Park dem neuen Zeitgeschmack angepasst. Innen ist das Herrenhaus reich dekoriert und ausgestattet.
Auf Betreiben seiner Gattin Julia, geborene Schimmelmann und Tochter des dänischen Finanzministers, empfing er eine große Zahl berühmter Persönlichkeiten der Epoche, darunter Friedrich Gottlieb Klopstock, Matthias Claudius und Johann Caspar Lavater sowie La Fayette. Diese Debattierkreise, die man auch den Emkendorfer Kreis nannte, haben dem Gut die Bezeichnung „Weimar des Nordens“ eingetragen. Das Gut war insgesamt von 1765 bis 1929 im Besitz der Grafen Reventlow. Es war um 1600 das größte Gut in Schleswig-Holstein, zu ihm gehörten viele umliegende Dörfer, Höfe und Seen.
Nach 1929 ging ein großer Teil der mobilen Einrichtung verloren, ansonsten fanden aber große bauliche Veränderungen nicht mehr statt. Die wandfeste Ausstattung des Hauses ist in beeindruckender Vollständigkeit erhalten. – Das Gut liegt am Hasensee, der früher mit dem Westensee verbunden war, und hat einen weitläufigen Landschaftspark im englischen Stil, also eine Parkanlage, die dem Geschmack der Zeit entsprechend der Natur nachgebildet war. Von ihr sind noch weite Teile erhalten.
Zum Ende des Zweiten Weltkrieges wurden im Gutshaus Kriegsflüchtlinge einquartiert, nach der Kapitulation am 8. Mai rückte eine britische Garnison in die Gebäude ein.
Das Herrenhaus ist nach wie vor in Privatbesitz. Es ist umfassend restauriert und für seine Konzerte bekannt, unter anderem im Rahmen des Schleswig-Holstein Musik Festivals.
Der „Große Saal“ wird zusätzlich von vielen Brautpaaren als Trausaal angemietet.

## Politik

### Gemeindevertretung
Bei der Kommunalwahl am 14. Mai 2023 wurden insgesamt 13 Sitze vergeben. Die Unabhängige Wählergemeinschaft der Gemeinde Emkendorf erhielt sechs Sitze, die CDU erhielt fünf Sitze und die SPD erhielt zwei Sitze.

### Wappen
Blasonierung: „Unter silbernem Zinnenschildhaupt in Rot ein silbernes, eine Eichel in den Pfoten haltendes Eichhörnchen, begleitet von drei bewurzelten silbernen Lindenbäumen in der Stellung 2 : 1.“

## Sehenswürdigkeiten
In der Liste der Kulturdenkmale in Emkendorf stehen die in der Denkmalliste des Landes Schleswig-Holstein eingetragenen Kulturdenkmale.

## Persönlichkeiten
- Claus Ehlers (* 1944 in Emkendorf), CDU-Politiker und ehemaliger Landtagsabgeordneter
- Hans Jenckel (* 1879 in Bokelholm), Bildhauer, tätig in Berlin-Friedenau[8]
- Ernst Prinz (* 1878 im Ortsteil Diekendörn; † 1974 in Felde), Architekt